# 松尾智佳
松尾 智佳（まつお ともか、1988年4月24日 - ）は、愛媛県松山市出身の女子競輪選手。日本競輪学校（当時。以下、競輪学校）第102期生。日本競輪選手会愛媛支部所属。ホームバンクは松山競輪場。

## 来歴
小学生の頃から水泳とマウンテンバイクレースを始める。
済美高等学校2年時より兄の作った団体を引き継ぐかたちで自転車競技をはじめる。
しかし、その後進学した松山大学では自転車競技部がなかったため、同大学教務課に創部を打診したものの、部として創設するには、一定の部員数に加え、活動実績年数も必要なことから、同好会という形で創設を許してもらうことになった。だが、同好会では活動予算が限られているため、練習の合間に地元企業からのスポンサーを募るという『営業活動』も展開。その結果、3社から寄付と言う形で資金援助をしてもらったという。また、エキシビション時代のガールズケイリンにも随時参加していた。

2011年2月25日、競輪学校第102回（女子第1期）試験に合格。同校在校競走成績は11位（6勝）。
2012年7月6日、京王閣競輪場でデビューし3着。同年7月8日の同場で初勝利を挙げた。初優勝は2014年3月16日の取手。
愛媛県内ではその陽気な性格と競輪選手のイメージと違う小柄でかわいらしい顔立ちからか各種メディアに多数出演している。
ローカル雑誌にファッション関連で複数回掲載される等、競輪以外でも注目を集める。